# 安杰拉·卡扎克
安杰拉·卡扎克（羅馬尼亞語：Angela Cazac，1971年6月13日—），罗马尼亚女子赛艇运动员。她曾代表罗马尼亚参加世界赛艇锦标赛，获得二枚金牌。她也曾参加1996年夏季奥林匹克运动会。